# Nanorana bourreti
Nanorana bourreti (anteriormente Paa bourreti) é uma espécie de anfíbio da família Dicroglossidae.
Pode ser encontrada nos seguintes países: Tailândia, Vietname, e possivelmente na China, Laos e em Myanmar.
Os seus habitats naturais são: regiões subtropicais ou tropicais húmidas de alta altitude, matagal tropical ou subtropical de alta altitude e rios.
Está ameaçada por perda de habitat.